# Cipro al Junior Eurovision Song Contest
Il Cipro ha partecipato 11 volte sin dal suo debutto nel 2003. La rete che ha curato le varie partecipazioni è la CyBC. Si è ritirato nel 2005 per problemi di plagio con la canzone ma mantenendo il diritto di voto, e per motivi economici nel 2010, nel 2015 e nel 2018.

## Partecipazioni
- Primo posto
- Secondo posto
- Terzo posto
- Ultimo posto

| Anno                                    | Artista                                | Canzone                       | Lingua         | Posizione | Posizione |
| Anno                                    | Artista                                | Canzone                       | Lingua         | Finale    | Punti     |
| --------------------------------------- | -------------------------------------- | ----------------------------- | -------------- | --------- | --------- |
| 2003                                    | Theodōra Raftī                         | Mia evchī                     | Greco          | 14º       | 16        |
| 2004                                    | Marios Tofī                            | Oneira                        | Greco          | 8º        | 61        |
| 2005                                    | Rena Kyriakidī                         | Tsirko                        | Greco          | Ritirata  | Ritirata  |
| 2006                                    | Louis Panagiōtou & Christina Christofī | Agoria Koritsia               | Greco          | 8º        | 58        |
| 2007                                    | Giōrgos Iōannidīs                      | I mousikī dinei ftera         | Greco          | 14º       | 29        |
| 2008                                    | Elena Mannouri & Charis Savva          | Gioupi gia!                   | Greco          | 10º       | 46        |
| 2009                                    | Rafaela Kōsta                          | Thalassa, īlios, aeras, fōtia | Greco          | 11º       | 32        |
| Nessuna partecipazione dal 2010 al 2013 |                                        |                               |                |           |           |
| 2014                                    | Sofia Patsalides                       | Ī pio omorfī mera             | Greco, inglese | 9º        | 69        |
| Nessuna partecipazione nel 2015         |                                        |                               |                |           |           |
| 2016                                    | Giōrgos Michaīlidīs                    | Dance Floor                   | Greco, inglese | 16º       | 27        |
| 2017                                    | Nikol Nikolaou                         | I Wanna Be a Star             | Greco, inglese | 16º       | 46        |
| Nessuna partecipazione dal 2018 al 2023 |                                        |                               |                |           |           |
| 2024                                    | Maria Pissaridī                        | Crystal Waters                | Greco, inglese | 13º       | 60        |
| 2025                                    |                                        |                               |                |           |           |

## Storia delle votazioni
Al 2017, le votazioni del Cipro sono state le seguenti: 
Punti dati
| Posizione | Stato   | Punti |
| --------- | ------- | ----- |
| 1         | Russia  | 60    |
| 2         | Georgia | 59    |
| 3         | Grecia  | 57    |
| 4         | Armenia | 53    |
| 5         | Romania | 47    |

Punti ricevuti
| Posizione | Stato                          | Punti |
| --------- | ------------------------------ | ----- |
| 1         | Grecia                         | 60    |
| 2         | Russia                         | 17    |
| 3         | Bielorussia Svezia Paesi Bassi | 16    |

## Organizzazione dell'evento
| Anno | Città    | Luogo                            | Conduttori                     |
| ---- | -------- | -------------------------------- | ------------------------------ |
| 2008 | Limassol | Spyros Kyprianou Athletic Centre | Alex Michael e Sofia Paraskeva |